# Царичанська селищна рада
Царича́нська се́лищна ра́да — адміністративно-територіальна одиниця та орган місцевого самоврядування в Царичанському районі Дніпропетровської області. Адміністративний центр — селище міського типу Царичанка.

## Загальні відомості
Царичанська селищна рада розташована в центрі Царичанського району Дніпропетровської області, на правому березі річки Орілі.
- Населення ради: 9 556 осіб (станом на 2001 рік)

## Населені пункти
Селищній раді підпорядковані населені пункти:
- смт Царичанка
- с. Драгівка
- с. Дубове
- с. Калинівка
- с. Лисківка
- с. Пилипівка
- с. Селянівка
- с. Тарасівка
- с. Турове

## Склад ради
Рада складається з 30 депутатів та голови.
- Голова ради: Сумський Геннадій Вікторович

### Керівний склад попередніх скликань
| Прізвище, ім'я, по батькові  | Основні відомості                                                        | Дата обрання | Дата звільнення |
| ---------------------------- | ------------------------------------------------------------------------ | ------------ | --------------- |
| Сумський Геннадій Вікторович | Селищний голова, 1970 року народження, освіта вища, безпартійний         | 26.03.2006   | 31.10.2010      |
| Сумський Геннадій Вікторович | Селищний голова, 1970 року народження, освіта вища, член Партії регіонів | 31.10.2010   |                 |

Примітка: таблиця складена за даними сайту Верховної Ради України

### Депутати
За результатами місцевих виборів 2010 року депутатами ради стали:

#### За суб'єктами висування
| Суб'єкт висування             | Кількість обраних депутатів | %    |
| ----------------------------- | --------------------------- | ---- |
| Партія регіонів               | 23                          | 76,7 |
| Самовисування                 | 6                           | 20   |
| Політична партія «Фронт Змін» | 1                           | 3,3  |

#### За округами
| № округу                      | Прізвище, ім'я, по батькові         | Дата визнання обраним | Освіта             | Партійна приналежність               | Відомості про обраного депутата                                                             |
| ----------------------------- | ----------------------------------- | --------------------- | ------------------ | ------------------------------------ | ------------------------------------------------------------------------------------------- |
| Партія регіонів               |                                     |                       |                    |                                      |                                                                                             |
| 2                             | Сергієнко Петро Григорович          | 03.11.2010            | середня            | член Партії регіонів                 | пенсіонер                                                                                   |
| 5                             | Лашко Леонід Семенович              | 03.11.2010            | середня            | член Партії регіонів                 | Лисківська загальноосвітня школа І-ІІ ст., завгосп                                          |
| 6                             | Семененко Олександр Прокопович      | 03.11.2010            | вища               | член Партії регіонів                 | підприємство ветеринарної медицини, начальник                                               |
| 7                             | Васильківський Андрій Володимирович | 03.11.2010            | вища               | член Партії регіонів                 | управління зрошувальних мереж, начальник                                                    |
| 8                             | Максименко Григорій Васильович      | 03.11.2010            | вища               | член Партії регіонів                 | управління праці і соціального захисту населення райдержадміністрації, спеціаліст відділу   |
| 10                            | Сіданченко Людмила Іванівна         | 03.11.2010            | вища               | член Партії регіонів                 | Царичанська загальноосвітня школа І-ІІІ ст., директор                                       |
| 12                            | Ткаленко Ярослав Миколайович        | 03.11.2010            | вища               | член Партії регіонів                 | управління держказначєйства в Царичанському районі, заступник начальника відділу видатків   |
| 13                            | Продан Наталія Миколаївна           | 03.11.2010            | вища               | член Партії регіонів                 | управління праці і соціального захисту населення райдержадміністрації, заступник начальника |
| 15                            | Ляшенко Олександр Антонович         | 03.11.2010            | середня            | член Партії регіонів                 | пенсіонер                                                                                   |
| 17                            | Векленко Тетяна Василівна           | 03.11.2010            | вища               | член Партії регіонів                 | Царичанська селищна рада, секретар приймальні                                               |
| 18                            | Молодан Володимир Володимирович     | 03.11.2010            | вища               | член Партії регіонів                 | ТОВ Агрофірма «Колос», заступник директора                                                  |
| 19                            | Дедік Олександр Петрович            | 03.11.2010            | вища               | член Партії регіонів                 | пенсіонер                                                                                   |
| 20                            | Жадан Микола Григорович             | 03.11.2010            | вища               | член Партії регіонів                 | редакція газети «Приорільська правда», редактор                                             |
| 21                            | Шарівська Віра Павлівна             | 03.11.2010            | вища               | член Партії регіонів                 | Царичанський агроліцей, директор                                                            |
| 22                            | Ключенкова Наталія Миколаївна       | 03.11.2010            | середня спеціальна | член Партії регіонів                 | Царичанський РБК, директор                                                                  |
| 23                            | Петренко Ігор Віталійович           | 03.11.2010            | середня спеціальна | член Партії регіонів                 | приватний підприємець                                                                       |
| 24                            | Мартинець Світлана Іванівна         | 03.11.2010            | середня спеціальна | член Партії регіонів                 | дошкільний навчальний заклад № 1, завідувачка                                               |
| 25                            | Баршак Юрій Олександрович           | 03.11.2010            | вища               | член Партії регіонів                 | КП «Факел», директор                                                                        |
| 26                            | Бабанська Людмила Авер'янівна       | 03.11.2010            | вища               | член Партії регіонів                 | Царичанська селищна рада, секретар                                                          |
| 27                            | Байбуз Роман Володимирович          | 03.11.2010            | вища               | член Партії регіонів                 | приватний підприємець                                                                       |
| 28                            | Петренко Віктор Віталійович         | 03.11.2010            | вища               | член Партії регіонів                 | Царичанська райдержадміністрація, начальник юридичного відділу                              |
| 29                            | Велегура Леонід Олексійович         | 03.11.2010            | середня спеціальна | член Партії регіонів                 | Царичанське УЕГГ, старший майстер                                                           |
| 30                            | Левченко Михайло Олексійович        | 03.11.2010            | вища               | член Партії регіонів                 | Царичанський райавтодор, начальник                                                          |
| Політична партія «Фронт Змін» |                                     |                       |                    |                                      |                                                                                             |
| 14                            | Савінов Віктор Вікторович           | 03.11.2010            | середня спеціальна | член Політичної партії «Фронт Змін»  | Царичанське УЕГГ, диспетчер                                                                 |
| Самовисування                 |                                     |                       |                    |                                      |                                                                                             |
| 1                             | Павлюк Михайло Михайлович           | 03.11.2010            | вища               | позапартійний                        | приватний підприємець                                                                       |
| 3                             | Молодан Володимир Григорович        | 03.11.2010            | середня            | позапартійний                        | пенсіонер                                                                                   |
| 4                             | Байбуз Олег Анатолійович            | 03.11.2010            | середня спеціальна | позапартійний                        | ТОВ «Царичанка», директор                                                                   |
| 9                             | Семенча Іван Федорович              | 03.11.2010            | вища               | член Соціалістичної партії України   | приватний підприємець                                                                       |
| 11                            | Сінчук Людмила Михайлівна           | 03.11.2010            | вища               | член Партії регіонів                 | відділ земельних ресурсів, заступник начальника                                             |
| 16                            | Портянко Анатолій Володимирович     | 03.11.2010            | вища               | член Республіканської партії України | Царичанська ДЮСШ, директор                                                                  |